# Ernst Maschke

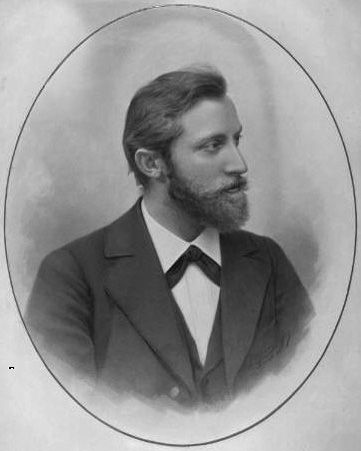
Ernst Maschke 1898

Ernst Maschke (* 4. Oktober 1867 in Königsberg (Preußen); † 29. März 1940 in Berlin) war ein deutscher Organist, Komponist und Musikpädagoge.

## Leben
Ernst Ludwig Maschke war der Sohn des Königsberger Arztes Abraham Maschke (1828–1917) und seiner Ehefrau Therese, geborene Marcuse. Nachdem er mit vier Geschwistern in der jüdischen Familie aufgewachsen war, konvertierte er 1887 zum Protestantismus.
Bereits während der Schulzeit erhielt er Unterricht im Orgel-, Klavier- und Violinspiel am Königsberger Konservatorium. 1888 begann er ein Studium am Königlichen Conservatorium der Musik zu Leipzig. Hier waren unter anderen seine Lehrer Carl Reinecke (1824–1910) und Salomon Jadassohn  (1831–1902) (Komposition) und Johannes Weidenbach (1847–1902) (Klavier). Nach Auszeichnung mit dem Mozart-Stipendium während des Studiums und erfolgreichem Abschluss 1891 ging er im Folgejahr bis 1894 als Meisterschüler für Komposition zu Max Bruch (1838–1920) an die Königliche Akademie der Künste in Berlin.
Hier reifte sein Entschluss, sich hauptberuflich der Kirchenmusik zuzuwenden. So arbeitete er bis 1937 in verschiedenen Positionen für die Evangelische Kirche. Nach verschiedenen Anstellungen als Chorleiter, Gesangslehrer und Organist kehrte er nach Königsberg zurück und war bis 1931 Organist und Kantor an der Schlosskirche, Leiter des Königlichen Instituts für Kirchenmusik und Orgelrevisor für Ostpreußen. Als er sich 1931 in den Ruhestand versetzen lassen wollte, stellte sich heraus, dass ihm in diesem Fall kein Ruhegehalt zustünde, da nach einer Bestimmung von 1921 das Ruhegehalt für Kirchenmusiker nicht vom Staat, sondern von der Kirchengemeinde aufzubringen war und die Königsberger Schlosskirche keiner Kirchengemeinde angeschlossen war. Durch Verhandlungen mit dem Königsberger Kirchenregiment erreichte es Maschke, dass er einen Anschlussvertrag als hauptamtlicher Organist und Kirchenchorleiter an der Königin-Luise-Gedächtniskirche erhielt.
Im Sommer 1935 verfügte Staatskommissar Hans Hinkel, dass alle „Nicht-Arier“ aus der Reichsmusikkammer auszuschließen waren, was für die Betroffenen ein Berufsverbot bedeutete. Weil der Name Maschkes, obwohl dieser nach den Nürnberger Rassegesetzen als „Volljude“ galt, auf der betreffenden Liste nicht eingetragen war, blieb er von dieser Maßnahme zunächst verschont, was möglicherweise auf seinen freundschaftlichen Kontakt zu Reichsbischof Ludwig Müller zurückzuführen war. Am 19. Februar 1936 teilte der Präsident der Reichsmusikkammer, der Musikwissenschaftler und Dirigent Peter Rabe, dem für Preußen zuständigen Evangelischen Oberkirchenrat in Berlin mit, dass Maschke wegen seiner jüdischen Abstammung nun doch aus dem Dienst auszuscheiden habe. Dem widersprach aber der Reichskirchenausschuss der preußischen Landeskirche, der auch in anderen Fällen solchen mit Abstammung begründeten Berufsverboten ablehnend gegenüberstand. Nachdem jedoch der Musikfachberater des Evangelischen Kirchenrates, der Kirchenmusiker und Berliner Hochschulprofessor Wolfgang Reimann, gegen Maschke den Vorwurf sittlicher Verfehlungen gegenüber Schülerinnen der Königsberger Kirchenmusikschule vorgebracht hatte, führte dies, ohne dass Beweise vorgelegt wurden, zur offiziellen Kündigung Maschkes zum 1. April 1937.
1918 hatte Maschke die zwanzig Jahre jüngere Konzertsängerin Elisabeth Melletat geheiratet. 1919 wurde die Tochter Eva geboren. 1939 zog das Ehepaar nach Berlin, wo Ernst Maschke einen Schlaganfall erlitt. Als am 29. März 1940 zwei Gestapo-Beamte in die Berliner Wohnung des Ehepaares eindrangen, um Maschke zu einem Verhör abzuholen, erlitt dieser einen zweiten Schlaganfall und starb noch am selben Tag. Seine Urne wurde nach Königsberg überführt und dort beigesetzt.

## Werk
Neben seinen beruflichen musikalischen Aktivitäten war Ernst Maschke auch kompositorisch tätig. Fast 180 Werke stammen aus seiner Feder. Dabei reicht das Spektrum vom Sololied über Kammer- und Orchestermusik bis zur Oper. Vokalmusik überwiegt unter anderem aus dem Grund, dass Elisabeth Maschke die Kompositionen ihres Mannes oft in Kirchenkonzerten vortrug. Teilweise liegen die Titel nur handschriftlich vor oder sind verschollen.
Maschkes Opern sind Der Dorfheilige nach der Novelle Siechentrost von Paul Heyse (1830–1914) und Der Rabbi von Bacharach nach der gleichnamigen fragmentarischen Erzählung von Heinrich Heine (1797–1856). Die Erstere wurde am 1. Februar 1921 am Stadttheater Königsberg uraufgeführt und am 11. November 1925 vom Königsberger Rundfunk übertragen.
Der musikalische Nachlass von Ernst Maschke befindet sich in der Musikabteilung mit Mendelssohn-Archiv der Staatsbibliothek zu Berlin, Unter den Linden 8, D-10117 Berlin.